# Impluvium

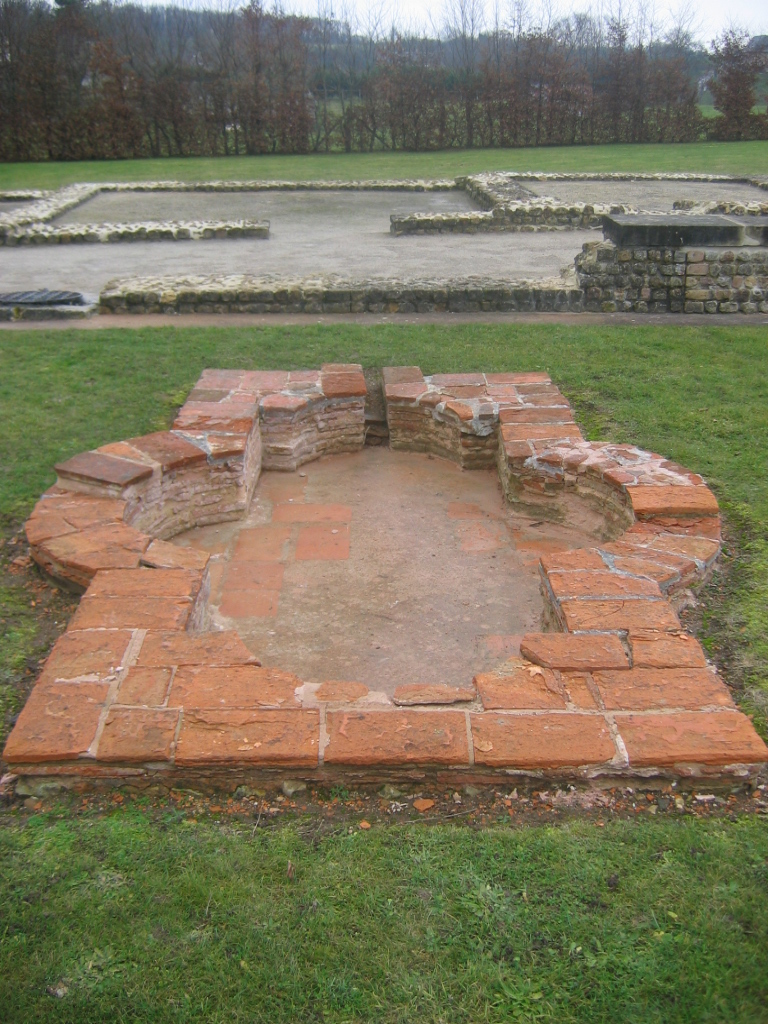
Impluvium de la villa suburbaine de Vieux-la-Romaine, Basse-Normandie.

Un impluvium est un système de captage et de conservation des eaux pluviales.

## Présentation
Il se compose principalement :
- d'une aire de captage pouvant revêtir différentes formes : toiture (par exemple dans les habitations romaines), drains taillés dans le rocher (par exemple, certains aiguiers), etc. ;
- d'un système de transport constitué de canalisations plus ou moins longues couvrant la distance entre le lieu de captage et le lieu de stockage ;
- d'une réserve enterrée ou hors sol (bassin bâti ou taillé à même la roche, réservoir, cuve, citerne, etc.).

Selon le secteur géographique et l'utilisation de l'eau, différents éléments peuvent s'ajouter :
- des filtres destinés à éviter l'arrivée d'impuretés dans le réservoir ;
- un système de déviation pour les premières pluies (afin que le toit soit lavé sans contaminer l'eau du réservoir) ;
- un système de captage des eaux de surface.

## Étymologie

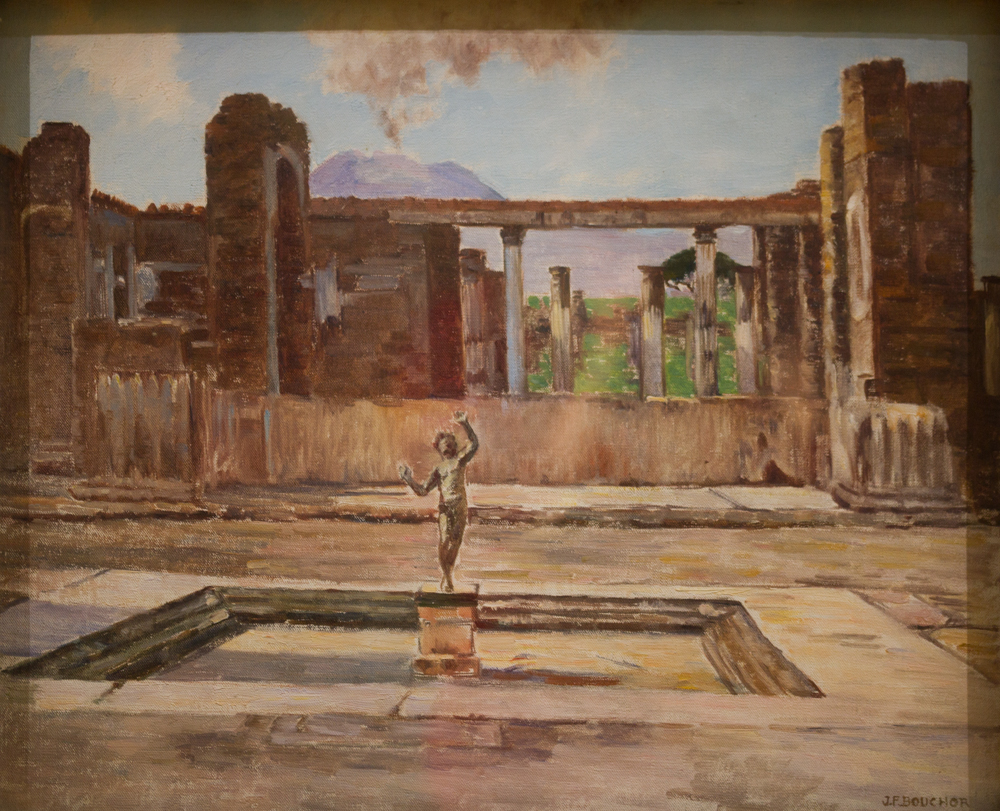
Impluvium de la Maison du Faune de Pompéi, Campanie, Italie.

Le mot impluvium est d'origine latine et peut désigner aussi bien :
- un large bassin de forme plus ou moins rectangulaire situé dans le sol de l'atrium de la maison romaine ; il était destiné à recevoir les eaux de pluie qui tombaient par le compluvium (ouverture en toiture), également d'origine étrusque ; par métonymie, tout l'espace libre autour de l’impluvium pouvait être désigné sous ce nom ;
- à la fois le bassin et l'ouverture du toit ; l'utilisation actuelle du mot renvoie principalement à ce sens.

## Galerie

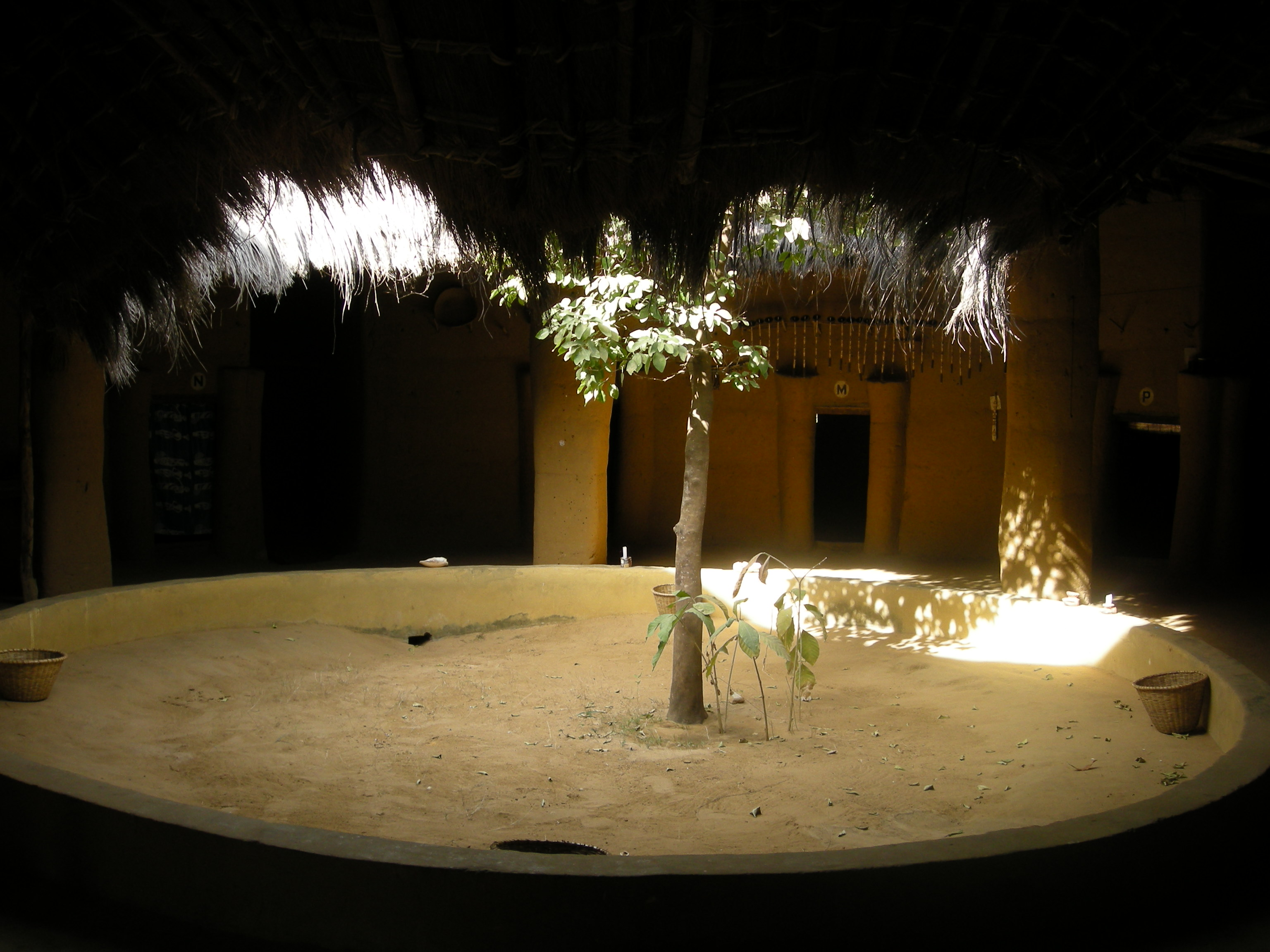
Une case à impluvium, Enampor, Basse-Casamance, Sénégal.